# Association sportive des clubs de Ouragahio
L'Association Sportive des Clubs de Ouragahio est un club de football ivoirien basé à Ouragahio.
Vainqueur de la MTN Ligue 2 2007 (poule intérieur avec 51 points, devant les Fermiers, 42 points), l'ASC Ouragahio est promu en MTN Ligue 1 2008.

## Palmarès
Liste non complète
- Championnat de Côte d'Ivoire de football D2
  - Champion : 2007

- Lauréat d'encouragement (au FIF Awards) 
  - Vainqueur : 2007